# Vuurspringer
De vuurspringer (Philaeus chrysops) is een spin uit de familie der springspinnen die voorkomt in het Middellandse Zeegebied en delen van Midden-Europa.
Het is een grote springspin met een lengte van 8 tot 10 mm. De mannetjes vallen op door hun helderrode achterlijf met zwarte middenband. Ze hebben meestal zwarte poten met donkeroranje beharing op de voorpoten. De vrouwtjes en juvenielen zijn grijsbruin. De vuurspringer leeft op rotsen, keien, struiken en lage vegetatie.